# Nongnuch Sanrat
Nongnuch Sanrat (* 26. August 1983 in Bangkok) ist eine ehemalige thailändische Leichtathletin, die sich auf den Sprint spezialisiert hatte.

## Sportliche Laufbahn
Erste Erfahrungen bei internationalen Wettkämpfen sammelte Nongnuch Sanrat im Jahr 2002, als sie bei den Juniorenasienmeisterschaften in Bangkok in 12,00 s die Silbermedaille im 100-Meter-Lauf gewann, wie auch mit der thailändischen 4-mal-100-Meter-Staffel in 45,61 s. Im Jahr darauf siegte sie bei den Asienmeisterschaften in Manila in 44,25 s mit der Staffel und gewann auch bei den anschließenden Südostasienspielen in Hanoi in 44,82 s die Goldmedaille. 2005 nahm sie erstmals an der Sommer-Universiade in Izmir teil und belegte dort in 11,79 s den siebten Platz. Anschließend erreichte sie bei den Asienmeisterschaften im südkoreanischen Incheon in 11,82 s Rang vier und verteidigte mit der Staffel in 44,18 s ihren Titel. Daraufhin siegte sie bei den Hallenasienspielen in Bangkok im 60-Meter-Lauf nach 7,46 s und gewann anschließend bei den Südostasienspielen in Manila in 11,63 s die Silbermedaille über 100 Meter hinter der Vietnamesin Vũ Thị Hương und siegte mit der Staffel in 44,30 s. 2006 siegte sie bei den Hallenasienmeisterschaften in Pattaya in 7,48 s über 60 Meter. Mitte September erreichte sie beim IAAF World Cup in Athen in 44,27 s Rang sechs mit der Staffel und nahm anschließend erstmals an den Asienspielen in Doha teil, bei denen sie über 100 Meter mit 12,16 s in der ersten Runde ausschied und mit der Staffel disqualifiziert wurde.
Bei den Leichtathletik-Asienmeisterschaften 2007 in Amman feierte sie mit der Staffel nach 44,31 s den dritten Titelgewinn in Folge und erreichte anschließend bei den Studentenweltspielen in Bangkok das Viertelfinale über 100 Meter und schied dort mit 11,98 s aus, während sie sich mit der Staffel in 43,92 s die Silbermedaille hinter dem Team aus Finnland sicherte. Daraufhin siegte sie erneut bei den Hallenasienspielen in Macau mit neuem thailändischen Hallenrekord von 7,28 s über 60 Meter. Bei den Südostasienspielen in Nakhon Ratchasima gewann sie in 11,56 s erneut die Silbermedaille hinter Vũ Thị Hương aus Vietnam und siegte mit der Staffel in 44,00 s. Im Jahr darauf gewann sie dann bei den Hallenasienmeisterschaften in Doha in 7,49 s die Bronzemedaille über 60 Meter hinter der Bahrainerin Ruqaya Al Ghasra und Wang Yingju aus China. Mit der Staffel nahm sie im Sommer an den Olympischen Spielen in Peking teil, verpasste dort aber mit 44,38 s den Finaleinzug. 2009 erreichte sie bei der Sommer-Universiade in Belgrad das Halbfinale im Einzelbewerb, in dem sie mit 12,07 s ausschied und mit der Staffel erreichte sie in 44,47 s Rang vier. Anschließend gewann sie bei den Hallenasienspielen in Hanoi in 7,42 s die Bronzemedaille über 60 Meter hinter Vũ Thị Hương und der Usbekin Goʻzal Xubbiyeva. Dann gewann sie bei den Asienmeisterschaften in Guangzhou in 44,55 s die Silbermedaille mit der Staffel hinter dem Team aus Japan, ehe sie bei den Südostasienspielen in Vientiane in 44,54 s die Goldmedaille gewann. Im Jahr darauf nahm sie erneut an den Asienspielen in Guangzhou teil und schied dort über 100 Meter mit 11,80 s im Halbfinale aus und siegte mit der Staffel in 44,09 s.
2011 belegte sie bei den Asienmeisterschaften in Kōbe in 11,80 s den fünften Platz im Einzelbewerb und gewann mit der Staffel in 44,62 s die Bronzemedaille hinter den Teams aus Japan und China. Anschließend erreichte sie bei den Studentenweltspielen in Shenzhen das Viertelfinale, in dem sie mit 12,00 s ausschied, während sie sich mit der Staffel in 44,13 s auf dem fünften Platz klassierte. Daraufhin gewann sie bei den Südostasienspielen in Palembang in 11,69 s die Silbermedaille hinter der Indonesierin Serafi Anelies Unani siegte mit der Staffel ein weiteres Mal mit 44,40 s. Zwei Jahre darauf siegte sie bei den Südostasienspielen in Naypyidaw in 44,42 s ein letztes Mal und 2014 nahm sie mit der Staffel an den Asienspielen in Incheon teil und belegte dort in 44,39 s den vierten Platz und beendete daraufhin ihre Karriere als Leichtathletin im Alter von 31 Jahren.
In den Jahren von 2004 bis 2009 wurde Sanrat jedes Jahr thailändische Meisterin im 100-Meter-Lauf.

## Persönliche Bestleistungen
- 100 Meter: 11,53 s (+1,1 m/s), 8. Mai 2004 in Osaka
  - 60 Meter (Halle): 7,28 s, 30. Oktober 2007 in Macau (thailändischer Rekord)
- 200 Meter: 24,13 s (+0,4 m/s), 28. April 2004 in Bangkok
  - 200 Meter (Halle): 25,06 s, 18. Februar 2004 in Tianjin